# Siège du Parti communiste français
Le siège du Parti communiste français (PCF) est situé à Paris, depuis 1971 au 2, place du Colonel-Fabien, dans le 19e arrondissement. Auparavant, il se situait au 44 de la rue Le Peletier dans le 9e arrondissement.

## Histoire
Œuvre de l'architecte brésilien Oscar Niemeyer, qui en dressa l'esquisse en 1965.

« Le siège du PCF constituera dans cette ville, un exemple d'architecture contemporaine, un point d'attraction et de tourisme. Un bâtiment aux formes nouvelles, simple sans finitions luxueuses et superflues. La maison du travailleur. Et le siège du PCF ne sera pas simplement un bon exemple d'architecture, mais une marque de la société socialiste. »

— Oscar Niemeyer
En collaboration avec les architectes Jean Prouvé, Jean Deroche et Paul Chemetov, les travaux du bâtiment commencèrent en 1968 et s'achevèrent en 1971, tandis que la coupole, le parvis et le hall souterrain ne le furent qu'en 1979-1980. Les façades sont recouvertes d'un mur-rideau de Jean Prouvé. Situé place du Colonel-Fabien, le lieu porte sémantiquement les mêmes initiales que le nom du parti (PCF) ; le fait que cette place rende hommage au résistant communiste le colonel Fabien est également symbolique. Le Programme commun y fut signé en 1972 et il a été classé au titre des monuments historiques le 26 avril 2007.
Pour assurer de nouvelles ressources financières au parti, Robert Hue autorise d'abord l'organisation d'un défilé de la marque Prada, qui sera suivi d'une longue série d'autres, comme Thom Browne, en 2010, ou Jean-Paul Gaultier en 2014. Alain Souchon y a également organisé un clip tout comme la chanteuse belge Angèle en 2018,.
Marie-George Buffet se résout à louer une partie des locaux à partir de 2009, d'abord le second étage, « à un bureau d'architectes, à un studio de design et à une maison de production »,,. En 2012, des scènes du film De l'autre côté du périph y sont tournées, ainsi que Cherchez Hortense, et en 2013, de 20 ans d'écart et de L'Écume des jours. En 2015, le lieu sert de décor pour la mini-série Trepalium.
Le hall d'entrée de plus de 1 000 m2 accueille dans l'« Espace Niemeyer » de grandes expositions artistiques, comme Putain de guerre ! du dessinateur Jacques Tardi en 2014, ou Horsesvisions du peintre Jacques Benoit et de la photographe Véronique Durruty en 2015.

## Description
Toute la description architecturale de l'édifice — de même que les citations — est tirée du film Architectures sur Arte.

### Grand bâtiment
Le grand bâtiment, comportant des vitres en verre fumé (364), est en forme de « S ». Cette forme permet de réaliser le contreventement du bâtiment. Les étages reposent uniquement sur cinq poteaux, si bien que le bâtiment semble flotter au dessus du sol. Cette singularité peut être observée depuis la rue.
La façade du bâtiment constitue une forme basique dans l'architecture, c'est une barre. Mais c'est un bâtiment en courbe qui ondule. La combinaison de deux parties rectilignes, d'une courbe et d'une contre-courbe ajustées à leur pointe en courbe.

« Contempler les nuages a toujours constitué ma distraction favorite. J'y voyais des cathédrales, des guerriers, des animaux et toutes sortes de choses fantastiques. Ce n'est pas l'angle droit qui m'attire, ni la ligne droite inflexible créée par l'homme. Ce qui m'attire, c'est la courbe libre et sensuelle, la courbe que je rencontre dans les montagnes de mon pays, dans le cours sinueux de ses fleuves, dans le nuage du ciel, dans le corps des femmes. Tout l'univers est fait de courbes. »

— Oscar Niemeyer

### Coupole et foyer de la classe ouvrière

#### Hall de la classe ouvrière ou Espace Niemeyer
Le sous-sol communément appelé « foyer de la classe ouvrière » est une vaste place souterraine. Il a été réalisé avec des parois moulées laissées intentionnellement en aspect brut (béton brut de décoffrage). Il s'agit d'un espace fluide rythmé par les quatre piliers de béton qui supportent l'édifice et de virgule de béton et recouvert de moquette verte. Le mobilier design est dessiné par l'architecte tandis qu'un mobilier urbain permet d'organiser des expositions.

« Le siège du parti posait problème du fait que l'espace était limité. Dans un cas de cette nature le rapport entre les volumes et les espaces libres devient fondamental. En effet quand il y a trop de volume sur un terrain exigu, il n'y a plus de spectacle architectural, tout devient laid. Comme je voulais donner de l'ampleur au hall de la classe ouvrière, j'ai été obligé de le faire en profondeur, de l'enfouir dans le sous-sol pour ne pas occuper trop de terrain. »

— Oscar Niemeyer
Le sous-sol est constitué de trois niveaux, le premier est le foyer de la classe ouvrière, l'entrée du parti. Le deuxième niveau comprend des bureaux, des salles de détentes et de réunions, une cafétéria et de nombreux couloirs d'exposition. L'accès au conseil national se fait par les couloirs du deuxième niveau. Le troisième niveau comprend des salles d'archives et des bureaux.
Les premier et deuxième niveaux mettent en valeur l'art du béton : traces des planches, têtes de clous, défaut de la coulée. L'architecte met en scène sa propre architecture. Jean Deroche appelle par ailleurs cette mise en scène, une « architecture didactique, des matériaux bruts pour catalyser la réflexion ».

« Si nos architectes ont subi, comme tous ceux de notre génération, l'influence de Le Corbusier et de son architecture, ils s'en sont peu à peu dégagés sous l'attrait d'une architecture plus libre. Ils ont invité les spécialistes du béton armé, à pénétrer dans ce monde de la fantaisie que constitue la liberté plastique, les obligeant à suivre sans crainte le tracé architectural. Les travées s'agrandirent, les colonnes devinrent plus fines, l'architecture se fit plus légère. »

— Oscar Niemeyer

#### Coupole du Conseil national
La coupole blanche surplombe la salle du Conseil national du PCF, autrefois Comité central. La coupole représente le ventre d'une femme enceinte d'après Oscar Niemeyer.
Achevé en 1980, le dôme blanc qui abrite la salle du Conseil national est le clou de la composition architecturale. Dialoguant avec les courbes du grand bâtiment, il s'impose au milieu de la pente. Une forme simple qui ne laisse rien deviner de sa fonction, un volume de béton, recouvert de résine et peint en blanc.
Cette grand salle à moitié dedans, à moitié dehors dispose de longues tables blanches pouvant accueillir 250 personnes. Elle est dominée par une tribune reconnue par une aile de béton qui en dépasse. Du sol en moquette au plafond, un seul revêtement : des milliers de plaquettes blanches dont chacune est à la perpendiculaire avec l'autre. Ces milliers de lames métalliques sont en fait un moyen acoustique pour faire circuler le son dans toute la pièce. Elles permettent aussi de faire réfléchir la lumière des lampes fluorescentes  afin d'avoir également la même lumière dans toute la salle.
Les lourdes portes installées dans les parois latérales sont manœuvrées grâce à des pistons hydrauliques.

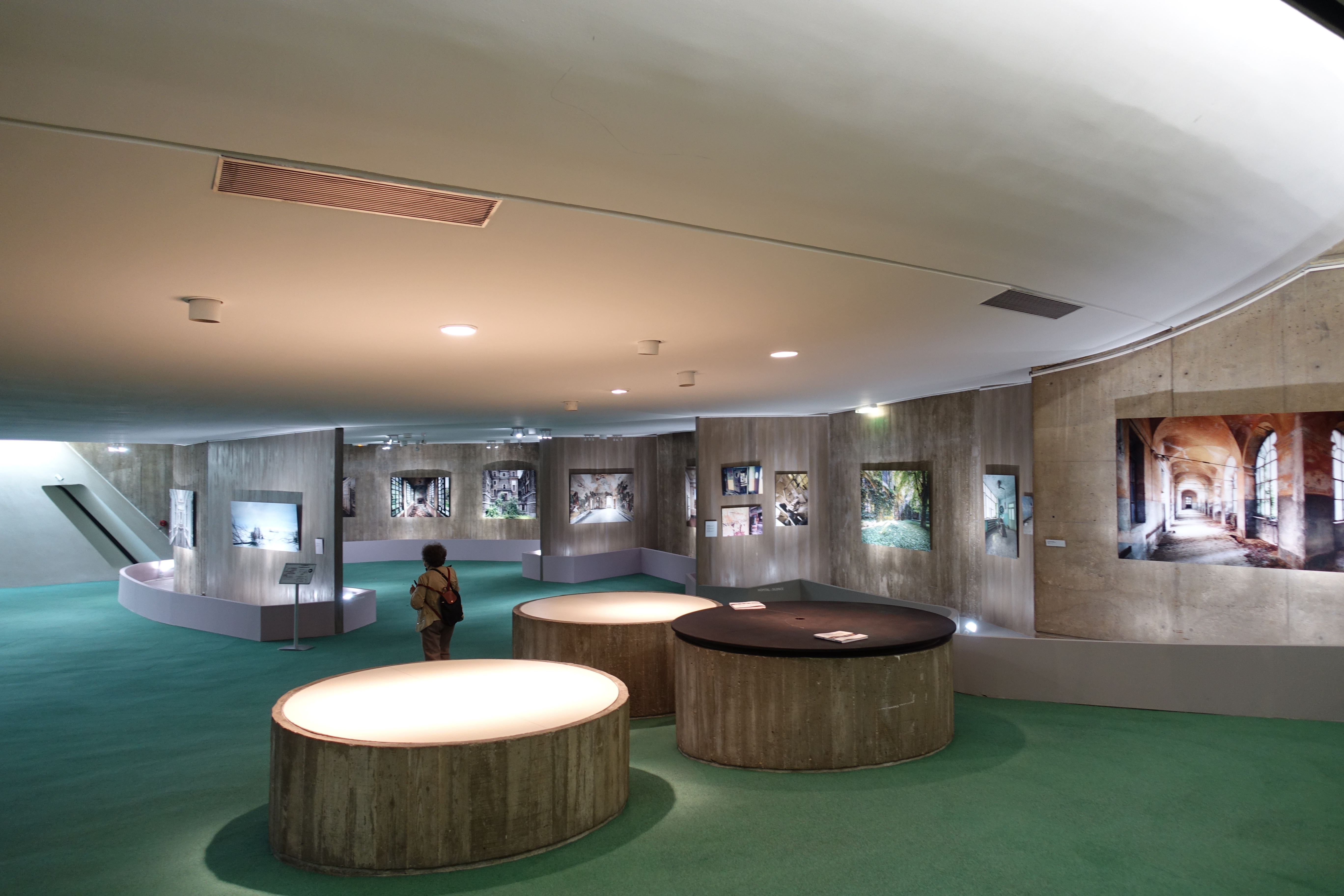
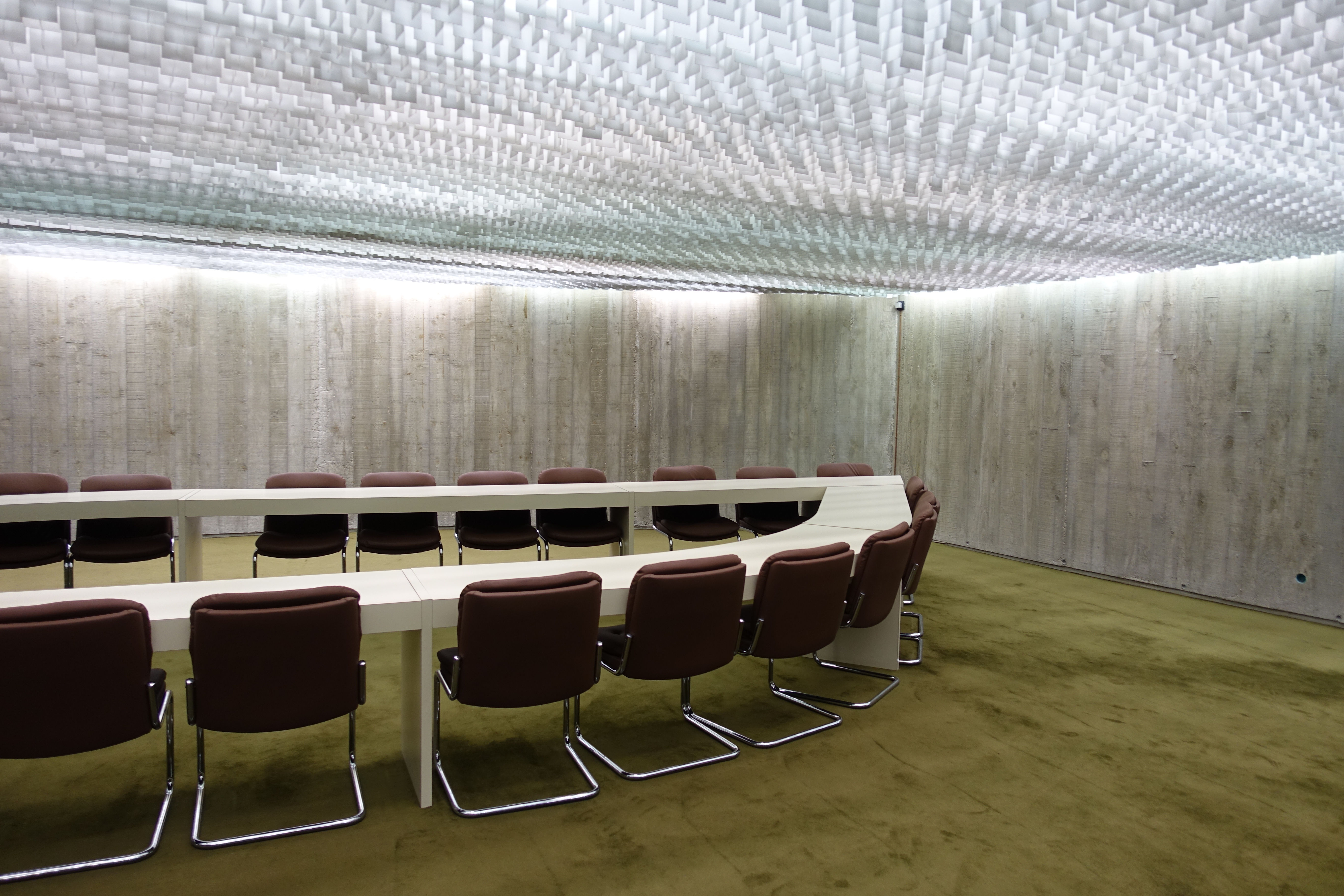
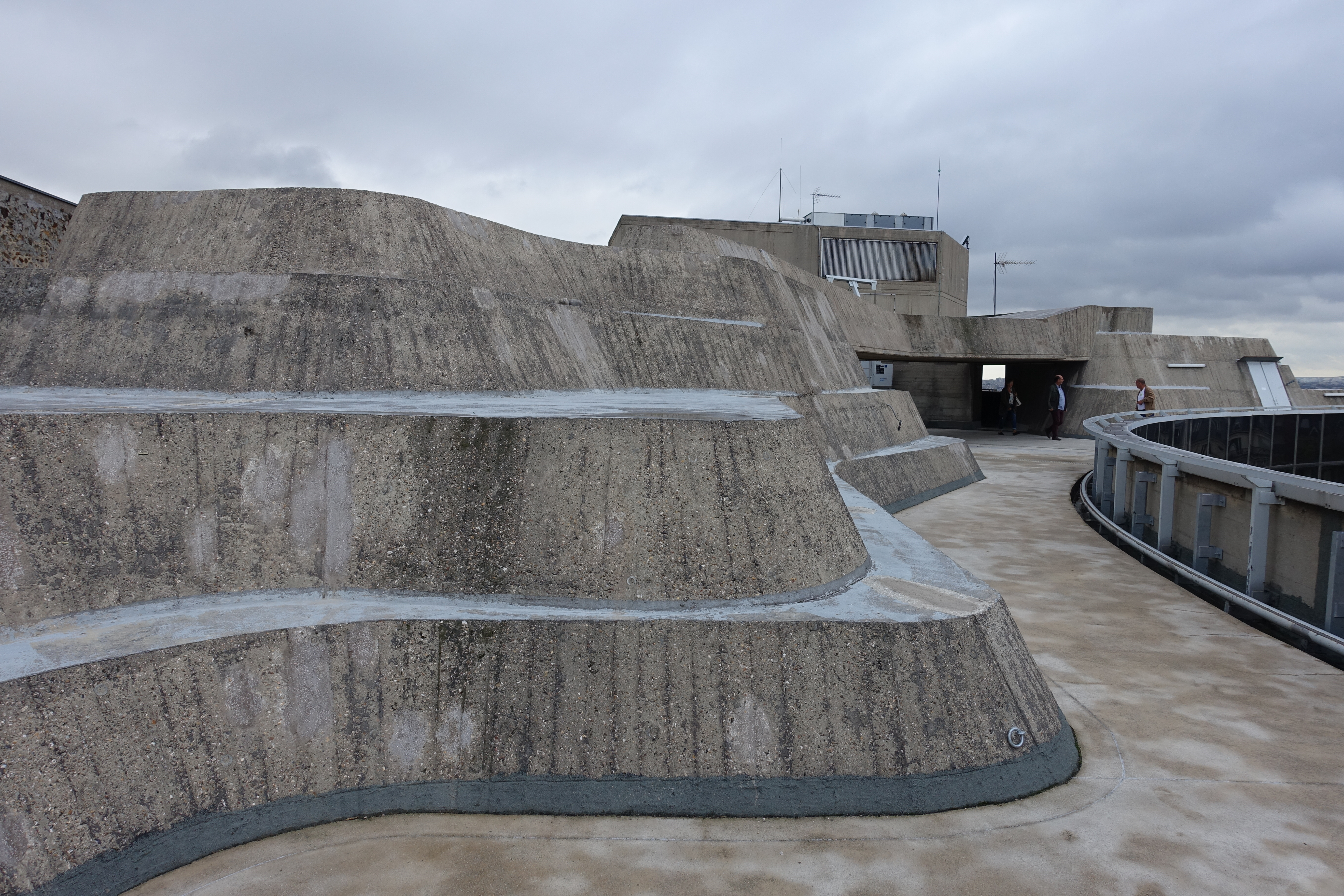

« Je suis un être humain comme tous les autres, qui aimait dessiner et est devenu architecte. Un architecte qui a passé sa vie penché sur sa table, mais qui comprend et qui répète que la vie est plus importante que l'architecture. Pour donner à l'architecture le contenu humain qui lui manque, l'important est de participer à la lutte politique. Je considère aussi l'architecture comme quelque chose de secondaire dans le monde injuste où nous vivons. »

— Oscar Niemeyer

## Œuvres utilisant l'architecture comme décor
- 2000 : Clip de Elles dansent de Nuttea[17] ;
- 2005 : Clip de Et si en plus y'a personne d'Alain Souchon[12] ;
- 2005 : Mon petit doigt m'a dit de Pascal Thomas ;
- 2006 : Un ticket pour l'espace ;
- 2008 : Installation éphémère Sky painting de Mathias Kiss pour Wallpaper* [18] ;
- 2012 : Cherchez Hortense de Pascal Bonitzer ;
- 2012 : De l'autre côté du périph de David Charhon ;
- 2012: Clip de Biopic de Médine[19]
- 2013 : Zygomatiques de Stephen Cafiero ;
- 2013 : L'Écume des jours de Michel Gondry[12] ;
- 2013 : 20 ans d'écart de David Moreau[12] ;
- 2013 : La Marque des anges de Sylvain White ;
- 2014 : Tu sais c'qui s'passe de Georgio avec Vald ;
- 2015 : Trepalium, série télévisée créée par Antarès Bassis et Sophie Hiet[20] ;
- 2015 : Un jour futur : Natacha Ezdra chante Jean Ferrat[21] ;
- 2016 : Concert privé du groupe français Air pour La Blogothèque[22] ;
- 2018 : Au poste ! de Quentin Dupieux ;
- 2018 : clip de Jalousie d'Angèle ;
- 2018 : La Science de l'amour de Timothée Hochet et Cyprien Iov ;
- 2019 : Osmosis de Netflix ;
- 2020 : On achève bien les gros de Gabrielle Deydier ;
- 2020 : concert privé du groupe Indochine pour RTL2 ;
- 2021 : Oxygène de Alexandre Aja ;
- 2021 : Selon Thomas, Mr Hype avec Thomas Ngijol
- 2023 : freestyle de la rappeuse Lala &ce pour le Grünt #58[23].
- 2025 : Gauche Droite de Vald

## Moyen d'accès
Il est desservi par la ligne 2 du métro de Paris, à la station Colonel Fabien.